# Val di Merse
La Val di Merse si estende nella parte sud-occidentale della Provincia di Siena, incuneandosi tra le prime propaggini nord-orientali delle Colline Metallifere lungo il corso dell'omonimo fiume e interessando i territori comunali di Chiusdino, Monticiano, Murlo e Sovicille.
Sia l'Alta che la Bassa Val di Merse sono classificate come siti di interesse comunitario.